# Dekanat wrocławski
Dekanat wrocławski – jeden z sześciu dekanatów eparchii wrocławsko-koszalińskiej, metropolii przemysko-warszawskiej, Kościoła greckokatolickiego w Polsce. Siedzibą dekanatu jest Wrocław, gdzie dziekan - ks. Andrzej Michaliszyn, mający pod swoją jurysdykcją 9 parafii.

## Parafie
Parafie należące do dekanatu wrocławskiego
- bł. ks. Emiliana Kowcza – (Jelcz-Laskowice) – nabożeństwa w kaplicy rzymskokatolickiej pw. Bożego Miłosierdzia
- św. Józefa – (Jelenia Góra-Cieplice Śląskie-Zdrój) – nabożeństwa w kaplicy rzymskokatolickiej św. Anny
- Trójcy Świętej – (Oleśnica) – nabożeństwa w kościele rzymskokatolickim Trójcy Świętej
- Narodzenia Najświętszej Maryi Panny – (Oława) – nabożeństwa w kościele rzymskokatolickim św. Rocha
- św. Andrzeja Apostoła – (Środa Śląska) – nabożeństwa w kościele rzymskokatolickim Narodzenia Najświętszej Maryi Panny
- Zwiastowania Najświętszej Maryi Panny – (Świdnica) – nabożeństwa w bocznym kościele rzymskokatolickiej pw. Najświętszej Maryi Panny Królowej Polski
- św. Józefa Oblubieńca Najświętszej Maryi Panny – (Wałbrzych) – nabożeństwa w kościele rzymskokatolickim św. Józefa Robotnika
- Katedralna Podwyższenia Krzyża Pańskiego – (Wrocław) – katedra św. Wincentego i św. Jakuba
- św. Jerzego – (Wrocław) – nabożeństwa w kaplicy przy kościele św. Franciszka